# Gilberto Cronie
Gilberto Cronie (Paramaribo, 18 december 1996) is een Surinaams voetballer die speelt als aanvaller voor de Surinaamse club Inter Moengotapoe.

## Carrière
Cronie speelde van 2016 tot 2021 bij de Surinaams club SV Leo Victor, op 23 maart 2019 maakte hij zijn debuut voor Suriname. In 2021 maakte hij de over stap voor het seizoen 2021/22 naar Inter Moengotapoe.
Hij speelde anno juni 2023 elf interlands voor Suriname en wist eenmaal te scoren.